# Viliam Figuš-Bystrý
Viliam Figuš-Bystrý battezzato con il nome di Viliam Daniel Figusch (Banská Bystrica, 28 febbraio 1875 – Banská Bystrica, 11 maggio 1937) è stato un compositore, pianista e direttore d'orchestra slovacco.

## Biografia
Nacque da Samuel Figusch e da sua moglie Františka, nata Heinleinová. Studiò al ginnasio di Banská Bystrica (1885-1889), e all'Istituto magistrale di Banská Štiavnica (1889-1893). Nel 1914 passò l'esame all'Accademia musicale di Budapest. Dal 1893 fu insegnante a Pilis, nello stesso anno si trasferì a Ostrá Lúka e di qui nel 1895 si trasferì a Zvolenská Slatina dove insegnò fino al 1902. Nel 1903 riprese l'insegnamento a Padina, in Vojvodina, dove rimase fino al 1906. Tornò a Banská Bystrica nel 1907.
Dal 1921 fu professore di musica all'Istituto magistrale e alla Scuola musicale di Zvolen. Ebbe tra i suoi allievi Ján Cikker.
Fu un rappresentante delle nuove tendenze dell'arte musicale slovacca. Già dal periodo degli studi a Banská Štiavnica esordì in concerti pubblici, suonava l'organo e dirigeva cori studenteschi. Dopo la maturità si dedicò alla musica da camera, arrangiò canzoni popolari tradizionali ungheresi per voce e pianoforte, canzoni dei kuruc e ballate per solisti e coro con accompagnamento di pianoforte. Come insegnante raccolse canzoni popolari tradizionali slovacche, che arrangiò e pubblicò (Slovenské ľudové piesne z Veľkej Slatiny, 1000 slovenských ľudových piesní, Púchovské piesne, Zbojnícke piesne).
A Banská Bystrica era inserito nell'ambiente musicale della città, soprattutto impegnandosi nel coro evangelico, fu attivo come direttore d'orchestra, ripetitore, organizzatore di incontri musicali e compositore. Per orchestra da camera arrangiò le opere dei compositori europei di epoca barocca, neoclassica e romantica. Dal 1922 al 1924 lavorò all'opera Detvan, la cui prima rappresentazione ebbe luogo nel 1928 al Teatro Nazionale Slovacco di Bratislava. All'inizio del XX secolo si dedicò soprattutto all'origine della musica nazionale slovacca, considerando le canzoni popolari tradizionali come sorgente della specificità della musica nazionale. Accanto alla musica da camera e corale, si rivolse sempre più alla composizione di brani lirici, musicando testi di poeti slovacchi. Oltre alla melodica originale, diede prova anche di un'armonia con tendenza neoromantica, tra le sue opere migliori figurano cicli di canzoni artistiche, composizioni per cori e pianoforte. Nel 1919 fu membro fondatore   della Società degli artisti slovacchi, di cui dal 1925 divenne presidente.

## Opere

### Canzoni con accompagnamento di organo o pianoforte
- Dalok, op.6, 6 canzoni originali su testi di autori ungheresi (1901- 1910)
- Sny ("Sogni"), op.8, 13 canzoni originali su testi di poeti slovacchi (1903 - 1933)
- Po poliach a lúkach ("Per campi e prati"), op. 53, 10 canzoni su testi di poeti slovacchi (1920)
- Náboženské piesne ("Canzoni religiose"), op. 62, 10 canzoni con accompagnamento di organo (1922-1935)
- Túžby ("Desideri"), op. 76, 6 canzoni slovacche su testi di Bohuslav Klimo (1926)
- Drei Lieder, op. 81, tre canzoni su testi di Willy Weill con accompagnamento di pianoforte (1928)
- Mati moja!, op. 85, 6 canzoni su testo di Pavol Országh Hviezdoslav e Fedor Fridrich Ruppeldt (1929, 1932)
- Jesenné piesne ("Canzoni autunnali"), op. 95, 10 canzoni su testi di A. Klas, Ivan Krasko e Vladimír Roy (1932-1934)
- Vlastenecké piesne ("Canzoni patriottiche"), op. 100 (1934-1935)
- Vojenské pochodové piesne ("Marce militari"), op. 106 (1936)
- Žiale a radosti ("Tristezze e gioie"), op. 99, 7 canzoni su testi di Vladimír Roy (1934-1937)
- Svrčok a svätojánska muška, op. 9, 2 voci femminili con accompagnamento di pianoforte su testi di Andrej Sládkovič (1903)
- Slniečko zapadlo ("Il sole è tramontato"), op. 82, duetto per tenore e soprano con accompagnamento di pianoforte su testi di Peter Bella (1929)
- Herbst ("Autunno"), op. 92, canzone per voce solista con accompagnamento di pianoforte su testi di Hans Tronner (1932)

### Arrangiamento di canzoni popolari tradizionali per coro e pianoforte
- Slovenské ľudové piesne z Veľkej Slatiny ("Canzoni popolari slovacche di Zvolenská Slatina"), 125 canzoni in 5 quaderni (1895-1903)
- 1000 slovenských ľudových piesní ("1000 canzoni popolari slovacche") (1923-1927)
- Ľudové balady ("Ballate popolari"), op. 101 (1934)
- Púchovské piesne ("Canzoni di Púchov"), op. 102 (1934)
- Zbojnícke piesne ("Canzoni di banditi"), op. 98 (1934-1935)

### Opere vocali per coro
- Vallásos karok, op. 47, coro misto (1903-1918)
- Náboženské zbory ("Cori religiosi"), op. 10, coro misto (1903-1936)
- Miešané zbory ("Cori misti"), op. 60, (1922) - Trávička zelená (Hviezdoslav), Vzkázala mi moja milá (Pavel Kokeš), Pri tom jačnom, pri potôčku (Dlhomír Poľský), Sadol na mesiačik (Ján Petrovič), Daj ma, mamka (Hviezdoslav)
- Mužské zbory ("Cori maschili"), op. 49 (1914-1926) - Zmráka sa, pôjdeme ("Imbrunisce, andiamo") (testo di Ivan Krasko) e altri
- 10 Corali, op. 84, coro misto (1932-1933)
- Hojže, Bože, coro misto, arrangiamento (melodia di August Horislav Krčméry, testo di Andrej Sládkovič)

### Altre opere
- Pieseň pokoja, lásky a mieru ("Canzone di quiete, amore e pace") , op. 29 su testo di Pavol Országh Hviezdoslav per voce maschile, coro e pianoforte (1906)
- Az egri leány, op. 30 su testo di János Arany per voce femminile, coro e pianoforte (1907)
- Rákocziné, op. 31 su testo di János Arany per voce femminile, coro e pianoforte  (1910)
- Slovenská pieseň ("Canzone slovacca"), cantata per voce femminile, coro e pianoforte su testo di Pavol Országh Hviezdoslav (1913), arrangiamento per voce femminile, coro e orchestra (1917)
- Sonata in mi minore, op. 97 per violini e pianoforte (1934)
- Z mojej mladosti ("Dalla mia giovinezza"), op. 56, suite per grande orchestra (1934)
- Sonáta v dórskej stupnici ("Sonata sulla scala dorica"), op. 103 per pianoforte (1935)
- Trio d'archi in sol maggiore, op. 58 (1921-1936)
- Trio d'archi in mi minore, op. 108 (1937)
- Hudobné miniatúry ("Miniature musicali"), op. 89, 12 brani per pianoforte
- Lístky do pamätníka ("Biglietti per il monumento"), 6 brani per pianoforte
- Pestré lístky ("Biglietti vari"), op. 54, 10 brani per pianoforte
- Poľné kvietky ("Fiori di campo"), op. 96, 1° e 2° quaderno, 65 brani per pianoforte
- 6 brani per organo, op. 107 (1936-1937)